# Бес
Бес (праслав. *běsъ) — зловредный дух, демон в мифологии и народном христианстве славян. В народной демонологии славян представления о бесе развивались под влиянием книжной (церковной) традиции, сближаясь и смешиваясь с поверьями о чёрте, дьяволе. В религиозных верованиях «вселением бесов» могут объясняться различные пороки и болезни, в частности «бешенство».

## Этимология и значение
Слово, писавшееся в дореформенной орфографии как «бѣсъ», родственно укр. біс, болг. бесъ́т, серб. би̏jес — «ярость», словен. bė̑s — «злой дух», чеш. běs, пол. bies. Родственно лит. baisà — «страх», baisùs — «отвратительный, мерзкий, ужасный», лат. foedus — «мерзкий», греч. πίθηκος — «обезьяна». Возможно, восходит к лит. baidýti — «пугать» и рус. «боя́ться».
Согласно Энциклопедическому словарю Брокгауза и Ефрона, «славяне-язычники верили, что земля в течение всей зимы остаётся под властью бесов, и таким образом в славянской дуалистической мифологии бесы были олицетворением темноты и холода».
Одно из самых древних названий беса, синоним чертёнка, — анчу́тка, анчу́тка беспятый. В белорусских поверьях Витебской губернии главу бесовской силы называли «Люцы́пыр, Анчи́пыр, Сато́н дъябольский».
Впервые слово бес встречается в «Слове о законе и благодати» XI века. В христианской традиции к бесам причислены языческие божества, то есть слово было синонимом слова демон. «Повесть временных лет» начала XII века сообщает, что Перуна свергли с горы «для поругания беса, который обманывал людей в этом образе». С бесом отождествляется Велес в житии Авраамия Ростовского XV века. Слово бес взаимозаменяемо с чёрт и дьявол.

Бесами в древнерусской литературе (повестях, житиях святых) назывались злые духи, демоны и прежде всего — языческие боги, идолы. Обычно с бесом связаны сюжеты об искушении святых и пустынников, всегда оканчивавшемся победой святого, поруганием и изгнанием беса. В древнерусских повестях бесы также вызывают болезни и подбивают людей на грехи и пороки. Все эти функции сближают беса древнерусских книг с народным образом чёрта.— Левкиевская Е. Е. Мифы русского народа.
В церковнославянских и русском синодальном переводах Библии этим словом переведено греческое слово «даймон» (δαίμων); тогда как в еврейском оригинале использовалось слово «шедим» (שֵׁדִים‎). При этом в английской Библии короля Якова и немецкой Библии Лютера δαίμων переведён как дьявол (англ. devil, нем. Teufel). Помимо этого, распространённым является английский перевод demon «демон» и unclean spirit «нечистый дух». В «Переводе нового мира» греческое «даймон» было переведено как «демон».

## Одержимость бесом
Согласно христианскому учению, бесы могут «вселяться» в человека, это называется «одержимость бесами» или «беснование» (калька др.-греч. δαιμονισθείς, δαιμονιζόμεν — вселение демонов). Изгнание бесов Иисусом Христом из людей описано в Евангелии, в частности слова изгоняемого беса стали крылатой фразой «Имя мне — легион». Вселившиеся бесы влекут человека к вредному излишеству в поведении и различным психическим болезням. Выделяют бесов семи смертных грехов, ссылаясь на изгнание их Христом из Марии Магдалины. Среди них бесов чревоугодия разделяют на гортанобесие (греч. лемаргия) и чревобесие (греч. гастримаргия). Также говорят о бесах алкоголизма и наркомании.
В психиатрии ранее существовал диагноз «какодемономания» с идеями вселения бесов или демонов. Вселением беса считалось также смертельное инфекционное заболевание «бешенство». В современной медицинской классификации МКБ-11 существует диагноз «трансовое расстройство одержимости».

## Богословские трактовки
Богослов А. И. Осипов считает, что бесы могут действовать в человеке и на человека, только если тот ведёт себя «не по-божески», ссылаясь на слова Антония Великого: «Если человек старается жить по заповедям Божиим и покаяниям, то он соединяется с Духом Божьим. Если же он начинает жить противно заповедям Божиим, то он соединяется» — как подобное соединяется с подобным — «с духами злобы». По его мнению, у бесов нет полной власти над человеком, иначе не было бы святых, преподобных и мучеников.

## В культуре
- Никита Бесогон, побивающий беса, — распространённый в иконографии образ апокрифического великомученика, побивающего беса-дьявола, пытавшегося отвратить его от христианства и принять язычество.
- «Монах и бес» — фильм 2016 года в жанре фантастической драмы с элементами комедии и мистики, повествующий о монахе, одержимом бесом по имени Легион. Идея фильма связана с рассказами о жизни монахов Нило-Сорской пустыни XIX века, и житием преподобного архиепископа Иоанна Новгородского XII века, имевшего власть над бесами и летавшего на бесе в Иерусалим, а также с сюжетом поэмы А. С. Пушкина «Монах»[30].